# Hammer Wolfsbach

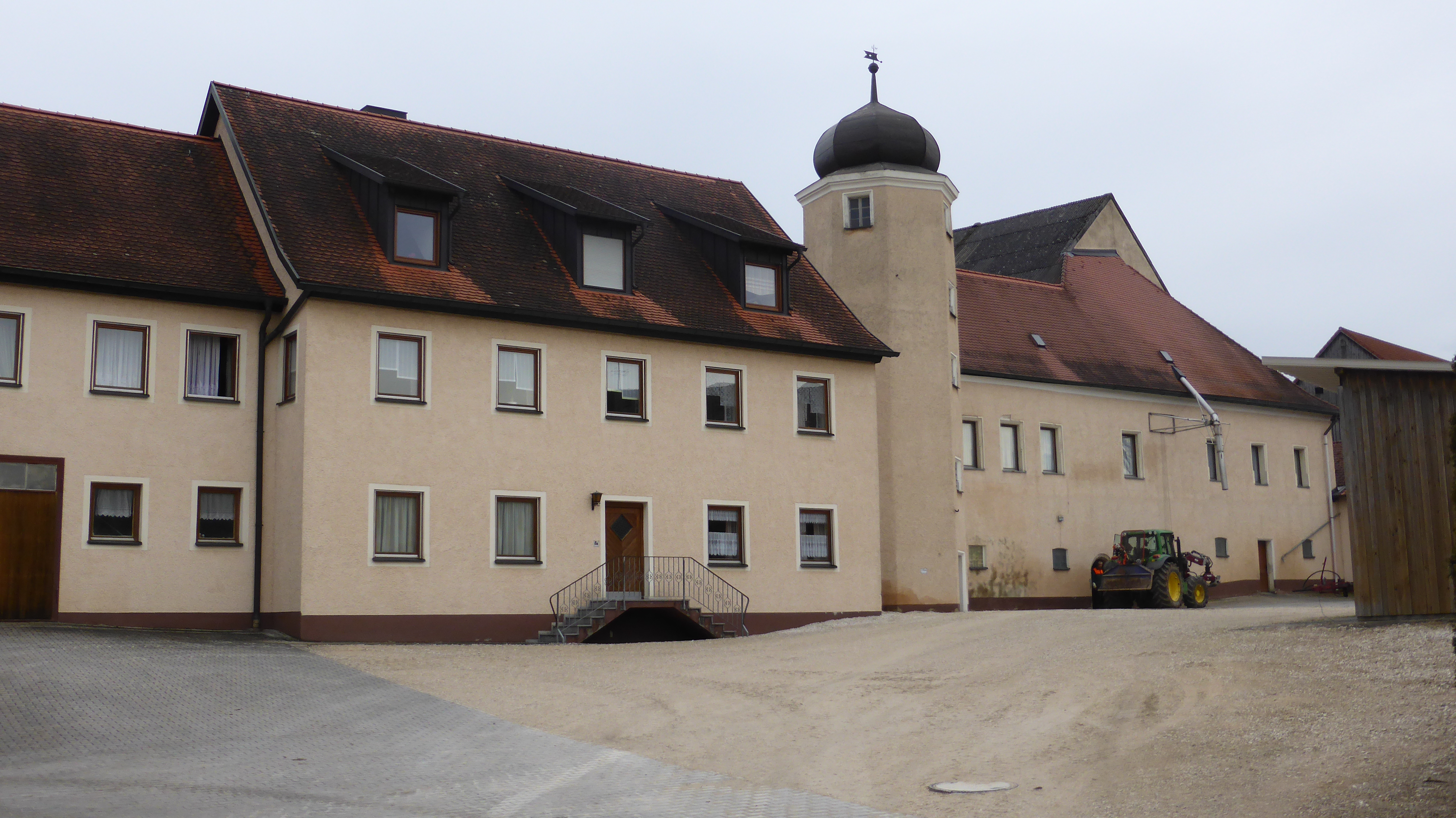
Hammerschloss Wolfsbach (2016)

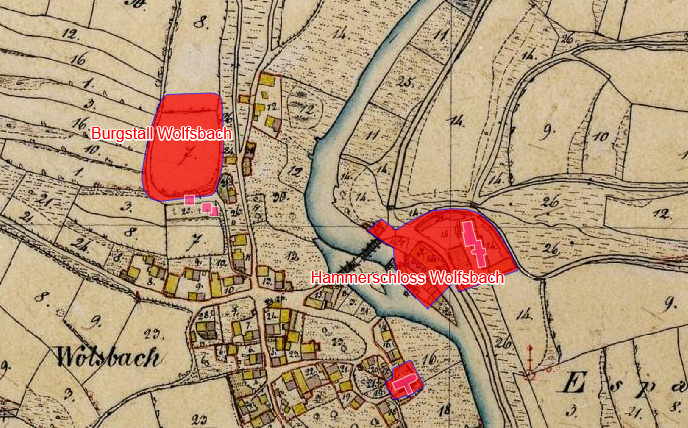
Lageplan des Hammers Wolfsbach auf dem Urkataster von Bayern

Der Hammer Wolfsbach lag in dem gleichnamigen Gemeindeteil, der jetzt zu der Oberpfälzer Gemeinde Ensdorf gehört. Der Eisenhammer wurde vom Wasser der Vils betrieben. Die Anlage wird als Bodendenkmal unter der Aktennummer D-3-6637-0096 im Bayernatlas als „archäologische Befunde des Mittelalters und der frühen Neuzeit im Bereich des ehem. Hammerschlosses in Wolfsbach, darunter die Spuren des spätmittelalterlichen Eisenhammers“ geführt. Ebenso ist sie unter der Aktennummer D-3-71-120-34 als denkmalgeschütztes Baudenkmal von Wolfsbach verzeichnet.

## Geschichte
Wolfsbach gehörte im Mittelalter zum Amt Rieden und zur Vogtei Ensdorf. Nach dem Hausvertrag von Pavia von 1329 blieb die Gegend bei Oberbayern, so dass der Vizedom von Lengenfeld, Heinrich von Ettenstett 1332 sogar einen Landgerichtstag in Wolfsbach abhalten konnte. 1337 kam Rieden mit der Vogtei Ensdorf unter Ruprecht I. bei einer weiteren Landesteilung an die Kurpfalz und wurde erst 1628 wieder mit dem Herzogtum Bayern verbunden.
Die erste urkundliche Erwähnung Wolfsbachs geht auf den 6. Mai 1119 zurück, damals kommt unter den Zeugen der Stiftungsurkunde von Kloster Ensdorf ein Wignandus de Wolfspach vor. Als dem Kloster 1122 das Landgut Galching (heute Gemeindeteil von Schmidmühlen) und der Hof Dasholmen übergeben wurde, tritt wieder dieser Wignandus de Wolfspach mit seinem Bruder Rapoto von Wolfsbach auf. Ein Bruno von  Wolfsbach schenkte ein Anwesen („Mansum“) in „Vihtahe“ (Viechtach, vermutlich eine Wüstung im Hirschwald westlich von Ensdorf) an das Kloster Kastl. Als das Kloster Ensdorf einen Hof bei Welbitstorf (Willsdorf) erwirbt, wird als Zeuge Chunrad von Wolfespach genannt, dieser tritt mit seinem Bruder Gottschalk auch bei der Verpfändung eines Hofes in Thonheim (vermutlich Thanheim bei Ensdorf) auf.
1282 verkauft Albrecht der Puochberger, Edler von Haselbach, seine Güter zu Wolfsbach (Äcker, Wälder, Fischweide, Dorfgericht, Kirchenpatronat und Kirchenvogtei) um 60 Pfund (Regensburger Pfennige) an das Kloster Ensdorf. Seine Brüder Ulrich und Wignand stimmen dem Verkauf zu. Vermutlich bestand bereits damals das Hammerwerk Wolfsbach. Die Geschichte des Hammerwerkes lässt sich also bis zum 13. Jahrhundert zurückverfolgen. Ulrich der Smit und Pertold der Smit erscheinen 1356 und 1364 als angesehene Männer von Wolfsbach. 1387 wird die bis dahin eigenständige Pfarrei Wolfsbach an Ensdorf übergeben, sank danach aber zu einer Filialkirche herab.
Von 1515 bis 1559 ist der Hammer in den Händen der Portner, einem bekannten oberpfälzischen Hammergeschlecht. Laut dem Hammerbrief vom Fastensonntag 1515 wird Peter Portner Hammermeister von Wolfsbach und Leidersdorf. Der Schienhammer war 1527 und 1557 in Betrieb. 1532 vermacht Peter Portner den Hammer seinem Sohn Hans. Die Portners bauten auch die Mühle zu einem Blechhammer um. 1579 wird der Regensburger Bürger Martin Z(r)ennerfels als Inhaber einer Mühle, einer Schneidsäge und eines Schienhammers in Wolfsbach genannt. 1579/80 war der dortige Hammermeister Hans Zennefeß. 1587 ist hier als Hammermeister Wolf Jacob Oberstetter tätig, der offenbar die Witwe des Martin Zennerfels geheiratet hatte; noch 1594/95 wurde das Werk von Hans Jacob Oberstetter betrieben. Nach seinem Tod wird wiederum ein Andreas Zennerfels als Besitzer genannt, der den Hammer zu Wolfsbach und das Hofgut zu Garsdorf (heute ein Gemeindeteil von Ursensollen) von seinem Stiefvater käuflich erworben hat.
Auch vor dem Dreißigjährigen Krieg war der Hammer in Betrieb. 1612 wird dem Endres (Andreas) Zennefelser die Landsassenfreiheit zugestanden, dafür muss er im Kriegsfall dem Landesherrn mit einem gerüsteten Pferd dienen. Ab 1629 befand sich der Hammer Wolfsbach pachtweise auf drei Jahre in der Hand des Landesherren Kurfürst Maximilian. Ziel war es, nach der Wiederaufnahme des Bergbaues in Amberg das Eisengewerbe wiederzubeleben, von wo auch das Erz für Wolfsbach bezogen wurde. Das Werk stand unter der Aufsicht des kurfürstlichen Bergbeamten Umbseh, der Hüttkapfer war ein Hans Arnold. Im Dezember des gleichen Jahres wurden 1129 Zentner Eisen produziert, das entspricht ca. 50 Pfund Schien. Aus einer Abrechnung in dieser Zeit geht hervor, dass für eine „Zerenne“ (Schmelzvorgang) an Kosten für Erz, Erzfuhrlohn, Meilerkohle, Grubkohle, Instandhaltung und Arbeitslohn 3 Gulden 29 Kreuzer anfielen, die Einnahmen für die dabei erzeugten 12 Schienen lagen zwischen 4 Gulden und 4 Gulden 37 Kreuzer. In einer Woche wurden 24 Zerennen verarbeitet; daraus resultiert ein wöchentlicher Gewinn zwischen 3 Gulden und 8 Kreuzer bzw. von 4 Gulden und 32 Kreuzer.
Wie Rechnungsbelege zwischen 1630 und 1632 zeigen, steht nach dem Tod des Endres Zennefelser das Gut unter vormundschaftlicher Verwaltung. Nach einer vom Landesherrn veranlassten Umfrage um 1633 über die Verwüstungen während des Dreißigjährigen Krieges war der Hammer Wolfsbach zwar in gutem Zustand, aber nicht in Betrieb, da der Inhaber auf der Suche nach einem neuen Pächter sei.
1650 wird Egid Stirner (oder Striner, bzw. Stainer) Hammermeister. Er wird 1661 nochmals als der ehrenveste und wohlfürnehme Egidi Stirner genannt. Das Erz („Artzt“) ließ er von Amberg und Sulzbach herführen. Der Hammer produzierte ab 1650 wieder regelmäßig und in größerem Umfang. In einer Aufstellung über die Schuldner gegen die Stadt Amberg von 1653 findet man aber die Bemerkung: Georg Steiner zu Wolfsbach, entschuldigt sich als ein gewesener Diener, der Herr des Hammers ist verdorben und gestorben, 160 fl.  Der Versuch von Egidi Stirner und anderen Hammermeistern, am 21. April 1655 die Oberpfälzer Hammereinigung wieder zu beleben, scheiterte aber. Egidius Steiner war auch unter den Hammermeistern, die der Amberger Regierung 1656 ein Probeschmelzen vorschlugen, um zu einem akzeptablen Lohn für die Zerrenner zu kommen; diese hatten immer höhere Lohnforderungen gestellt und die Hammerherren dadurch, aber auch durch Nachlässigkeit beim Eisenschmelzen in Schwierigkeiten gebracht. Obwohl dieses Probeschmelzen erfolgreich war (es konnten 125 Pfund Eisen statt der früheren Ergebnisse von 57 Pfund pro Seidel Erz erschmolzen werden), kam eine Einigung nicht zustande, sondern die Klagen über das nachlässige Arbeiten der Zerrenner hielten an. Aus einem Bericht des Johann German Barbing an den Kurfürst Ferdinand Maria vom 16. Januar 1666 heißt es: „Wolfspach. Ein Eisenhammer, so gangbar und dessen Inhaber Hans Stainer ist, welcher ‚den Arzt‘ teils zu Sulzbach und teils allhier von Ihrer Churf. Durchl. Vorrat, zumalen hiesiges Stadtarztbergwerk nicht mehr getrieben wird, alldahin zuführen läßt.“
Am 30. und 31. Juli 1670 fand sich in einer Kommission zur Begutachtung der neu entdeckten Erzstätten bei Rieden auch dieser Egidius Steiner, Hammermeister zu Wolfsbach. Die Probenentnahme und die Verhüttungsversuche mit dem neu entdeckten Erz ergaben aber keine befriedigenden Resultate, der Erzgehalt des Gesteins war gering und es konnte kein gutes Erz geschmolzen werden und so kam der Bergbau im Frühjahr 1671 wieder zum Erliegen. Die Erben des Egidi Stirner verkauften den Hammer am 18. September 1674 an Michael Riss aus Griesdorf (Grisslhof). Zuvor hatte das Kloster Ensdorf am 16. Januar 1665 das Hammergut an sich gebracht, aber bereits am 15. Mai 1665 wieder an Michael Riss verkauft. Am 31. Juli 1676 verkaufte Michael Riss seinen Besitz an Michael Knapp, hiesiger Zimmermeister um 3000 fl. Am 12. Mai 1681 veräußerte der Prior und Viceadministrator des Klosters Ensdorf, Pater Bernhard Drigl, das öd verlassene Hammergut an Philipp Pauer, Hammermeister zu Böhmischbruck um 2700 fl. Ihm folgte sein Sohn Martin Pauer nach, am 11. März 1718 kam dessen ältester Sohn Johann Salomon Pauer in den Besitz des Hammers. Nach dessen Tod am 19. Mai 1756 übergab seine Witwe Maria Theresia Pauer den Besitz bereits am 9. Juli 1756 an Johann Lorenz Benedikt Pauer um 7500 fl. Nach dessen Tod am 4. April 1786 kam der Besitz an seine Witwe Walburga, eine geborene Lehner von Kastl. Diese blieb bis zum 13. April 1810 die hiesige Besitzerin. Dann übergab sie das Hammergut an ihren Sohn Johann Evangelist Pauer (Paur) um 18000 fl. Dieser verstarb am 10. Juli 1845 im Alter von 80 Jahren. Seine Witwe Sophie Pauer segnete kurz danach am 1. November 1845 das Zeitliche. Das Ehepaar hatte fünf Töchter, aber keinen männlichen Erben. Die Pauers wurden 1790 geadelt und nannten sich in der Folge von Paur zu Wollspach.
Bis 1852 verwalteten die Töchter das Gut gemeinschaftlich, dann wurde es von Clemens von Hartung, dem Gutsverwalter und Mann der dritten Tochter, zum Verkauf ausgeschrieben. Letztlich konnten nach mehreren Verkaufsversuchen am 26. Dezember 1853 der Großhändler Bernhard Lilienthal aus Regensburg, der Gutsbesitzer Florian Dorfner von Hirschau und der Privatier Franz Winkler von Amberg den Besitz um 43000 fl erwerben. Danach konnte Bernhard Lilienthal den ganzen Besitz an sich ziehen. Der Eisenhammer war schon in der zweiten Hälfte des 18. Jahrhunderts eingegangen. Geblieben war eine Schneidsäge, eine Mahlmühle mit drei Gängen, das Fischrecht an der Vils und ein Landbesitz von 300 Tagwerk. Am 11. Mai 1860 erwarb Michael Holler, Sohn des  Leonhard von Holler , dieses Restgut von Bernhard Lilienthal um 39000 fl und übergab es am 12. Januar 1861 seinem Sohn Leonhard. Am 31. Mai 1890 ging das Anwesen an dessen Schwiegersohn Joseph Widenau von Ebermannsdorf und von diesem wieder an seinen Sohn Leonhard.

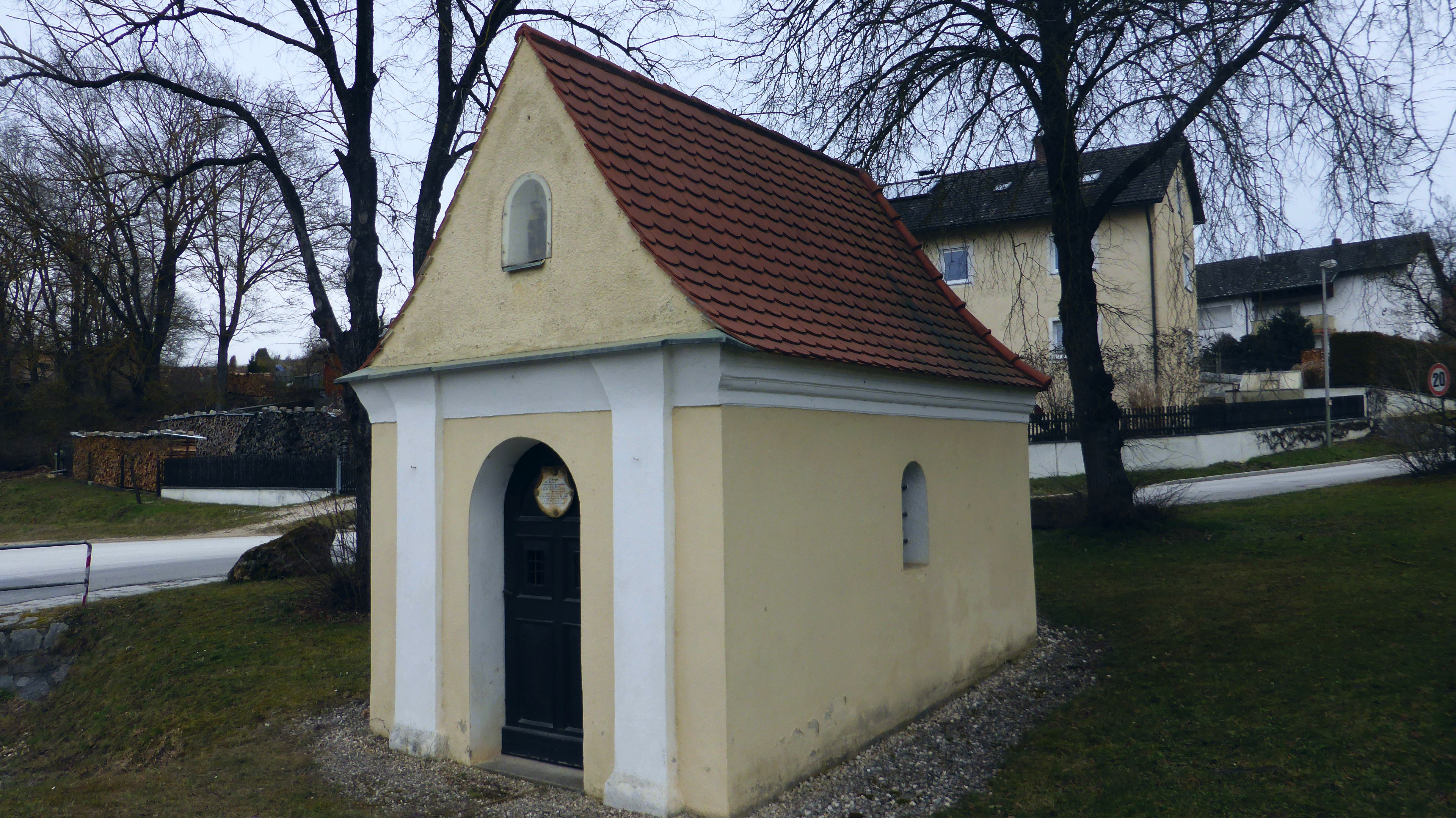
Leonhardkapelle in Wolfsbach

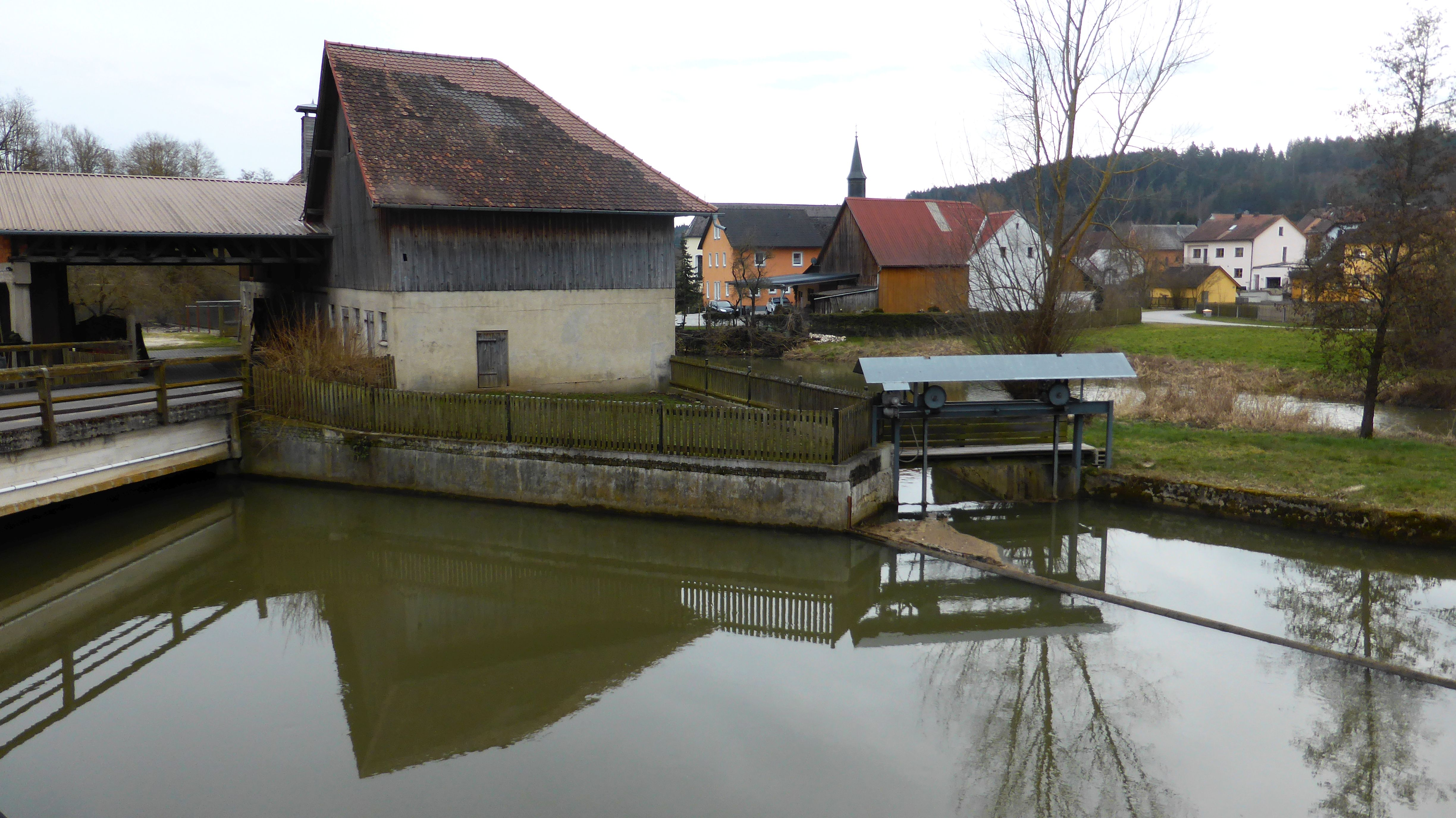
Kleinwasserkraftanlage in Wolfsbach

## Hammer Wolfsbach heute
Von dem Werk ist noch das zweigeschossige und zweiflügelige Hammergutshaus bzw. Hammerschloss (Hammerbergweg 2) erhalten. Diese Anlage stammt aus der Zeit um 1600, sie besitzt einen polygonalen Treppenturm mit einem Kuppeldach; die ehemals profilierten Fensterlaibungen sind abgekommen. Am Standort des früheren Hammerwerks findet man heute auch eine Kleinwasserkraftanlage.
Auch die Leonhardkapelle ist dem Werk zuzurechnen, da der heilige Leonhard als Schutzpatron der Hammerleute galt. Die Kapelle wurde 1830 von dem Hammerwerksbesitzer Johann Baptist Pauer als „Johannes Nepomuk Kapelle“ errichtet. Eine grundlegende Renovierung der Kapelle wurde 1988/89 vom Sägewerksbesitzer Hermann Senft vorgenommen. Wie es zu der Namensänderung gekommen ist, ist nicht bekannt.